# Rue Delphine-Seyrig
La rue Delphine-Seyrig est une voie du 19e arrondissement de Paris, en France.

## Situation et accès
La rue Delphine-Seyrig est une voie située dans le 19e arrondissement de Paris. Elle débute route des Petits-Ponts à Paris, et l'avenue du Général-Leclerc à Pantin, et se termine sur le quai sud du canal de l'Ourcq mais est connectée au nord à la rue Ella-Fitzgerald via le pont du canal de l'Ourcq. Le tramway T3b emprunte la rue.
Le côté est de la voie forme la limite du territoire de Pantin.

## Origine du nom

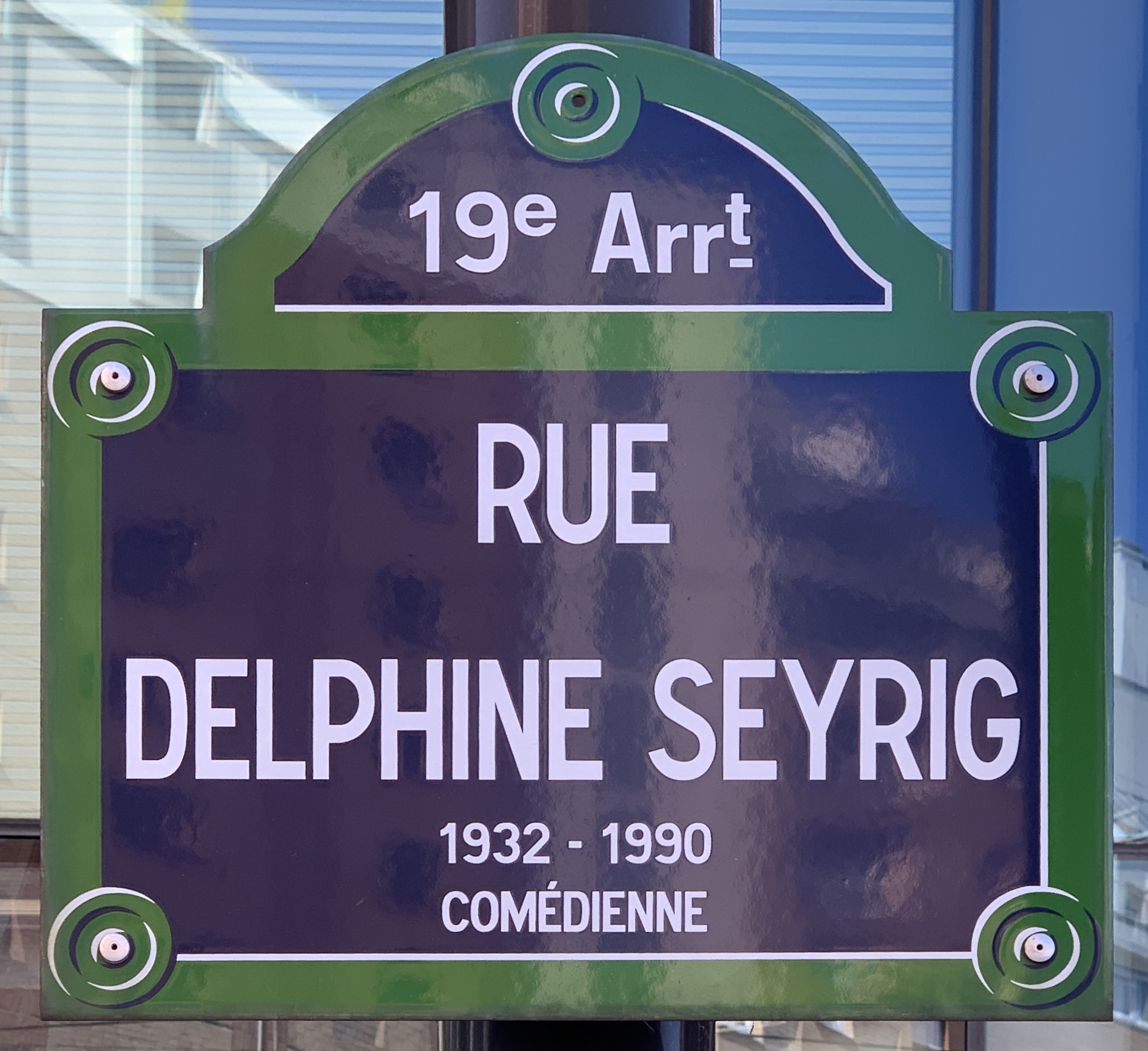
Plaque de la rue.

Elle porte le nom de l'actrice de cinéma Delphine Seyrig (1932-1990).

## Historique
La voie est créée dans le cadre de l'aménagement de la voie d'accès aux installations portuaires du canal de l'Ourcq sous le nom provisoire de « voie BJ/19 » et prend sa dénomination actuelle par un arrêté municipal du 16 novembre 2009.